# Ультрафиолет (фильм)
«Ультрафиолет» (англ. Ultraviolet) — фантастический боевик 2006 года от режиссёра «Эквилибриума» — Курта Уиммера.

## Сюжет
В конце XXI века в мире происходит авария в нелегальной американской биотехнологической лаборатории, где пытались создать непобедимых суперсолдат для покорения третьего мира, но проект провалился. В результате часть населения Земли заразилась вирусом, воздействующим на ДНК, и мутировала в гемофагов — существ с вампирскими клыками, которые сильнее, быстрее и умнее простых смертных, но с очень короткой продолжительностью жизни из-за генетического распутывания. Люди начали войну против гемофагов, и тем пришлось уйти в подполье. В этом подполье оказалась и суперсолдат Вайолет Сонг Джат Шарифф. Правоохранительные органы не смогли остановить заражение, суверенные государства рухнули, права человека упразднены, а из-за чрезвычайного положения на планете было создано мировое правительство Верховным Министерством, могущественной корпорацией, узурпировавшей ООН и ВОЗ. 
Вайолет было поручено выкрасть якобы созданное людьми оружие против мутантов. Пользуясь своими сверхспособностями, она в одиночку на мотоцикле атакует центр («Банк крови»), где спрятано супероружие, способное уничтожить гемофагов. Однако в контейнере оказывается 9-летний мальчик «Шестой» — клон вице-кардинала Фердинанда Даксуса (президента мира и главы Верховного Министерства) и носитель опасного для гемофагов вируса. Вайолет доставляет мальчика на базу, но, в порыве сентиментальности, препятствует его убийству гемофагами.
Отныне она начинает собственную игру, планируя создать вакцину, которая вернула бы её и гемофагов в мир людей. Теперь за ней охотятся как спецназ вице-кардинала, так и гемофаги. Тем временем оказывается, что гемофаги вступают в тайный сговор с вице-кардиналом, который в свою очередь сам оказывается тайным гемофагом. 
В лаборатории верных ей людей Вайолет узнает, что мальчик не представляет опасности для гемофагов, однако для вице-кардинала он обладает загадочной ценностью. Вайолет узнает, что вице-кардинал мечтает повысить своё благосостояние за счет новой эпидемии, антидот от которой он продаст за большие деньги. 
Мальчик — ключ к этим коварным замыслам. Также Вайолет выясняет, что именно Даксус в прошлом работая лаборантом умышленно устроил аварию в лаборатории, чтобы впоследствии воспользовавшись ситуацией возглавить мировое правительство. Пройдя через множество сражений, Вайолет спасает Шестого, пробуждая его как гемофага, и убивает Даксуса в смертельной схватке. Уходя с Шестым в закат, Вайолет клянётся защищать мир от ненависти в обществе.

## В ролях
| Персонаж                       | Актёр/Актриса      |
| ------------------------------ | ------------------ |
| Вайолет Сонг Джат Шарифф       | Милла Йовович      |
| Шестой                         | Кэмерон Брайт      |
| Фердинанд Даксус               | Ник Чинланд        |
| Гарт                           | Уильям Фихтнер     |
| Нерва                          | Себастьен Эндриё   |
| Молодая Вайолет                | Ида Мартин         |
| Сонг джат Шарифф (Муж Вайолет) | Рикардо Мамуд      |
| Элизабет П. Уоткинс            | Дженнифер Капуто   |
| Новая жена Шариффа             | Кэйтарина Джанкала |
| Кар Вай                        | Дак Лыу            |
| Детектив Бридер                | Рьян Мартин        |
| Детектив Эндейра               | Диггер Меш         |

## Отзывы
Фильм получил преимущественно негативные отзывы, как со стороны кинокритиков, так и со стороны кинозрителей. На Rotten Tomatoes он имеет всего 9% положительных отзывов, а на Metacritic имеет рейтинг 18/100.  Фильм ругали за лапидарные спецэффекты и ган-кату – несуществующую разновидность восточного единоборства. 